# RUMBA
Het RUMBA-principe is een methode voor het eenvoudig en eenduidig opstellen en controleren van doelstellingen.

## Omschrijving
De letters staan voor:
- Relevant; is de doelstelling relevant? De doelstelling moet betrekking hebben op het onderwerp c.q. het afgebakende deel ervan.
- Understandable; is de doelstelling begrijpelijk? Alle betrokkenen kunnen de doelstelling op dezelfde manier uitleggen, omdat de formulering helder is.
- Measurable; is vast te stellen of de doelstelling behaald wordt, liefst door een meting? De doelstelling moet meetbaar zijn in de praktijk. Dat wil zeggen concreet te tellen of waar te nemen. Dit kan zijn door het geven van een minimum of maximum term (bijvoorbeeld minimaal 90%).[1]
- Behavioral; is de doelstelling beschreven in termen van gedrag?. De doelstelling moet uitgedrukt zijn in waarneembaar gedrag.
- Attainable; is de doelstelling haalbaar?. Het nemen van maatregelen (of het niet nemen van maatregelen), nodig om de doelstelling te behalen, is mogelijk en heeft draagvlak. Dit wordt vaak vertaald als realistisch.

## Toepassing
Het principe wordt algemeen toegepast binnen de gezondheidszorg, met name binnen de verpleegkunde. Zo moeten verpleegdoelen voldoen aan de RUMBA eisen. Ook studenten in de zorg dienen vaak hun persoonlijke leerdoelen aan de hand van deze eisen te formuleren. 